# Patinação artística no Festival Olímpico Europeu da Juventude de Inverno de 2013
As competições de patinação artística no Festival Olímpico Europeu da Juventude de Inverno de 2013 foram disputadas em Brașov, Romênia, entre 17 de fevereiro e 22 de fevereiro de 2013.

## Medalhistas
| Evento                          | Ouro                       | Prata                     | Bronze                            | Ref.  |
| ------------------------------- | -------------------------- | ------------------------- | --------------------------------- | ----- |
| Individual masculino (detalhes) | Adian Pitkeev · Rússia     | Yaroslav Paniot · Ucrânia | Adrien Tesson · França            | [ 1 ] |
| Individual feminino (detalhes)  | Maria Stavitskaia · Rússia | Anaïs Ventard · França    | Maria Katharina Herceg · Alemanha | [ 1 ] |

## Resultados

### Individual masculino
| Pos.              | Nome                  | Nacionalidade    | Pontos | PC | PL |
| ----------------- | --------------------- | ---------------- | ------ | -- | -- |
| Medalha de ouro   | Adyan Pitkeev         | Rússia           | 177.10 | 1  | 1  |
| Medalha de prata  | Yaroslav Paniot       | Ucrânia          | 156.02 | 2  | 4  |
| Medalha de bronze | Adrien Tesson         | França           | 154.12 | 4  | 2  |
| 4                 | Graham Newberry       | Reino Unido      | 150.54 | 3  | 3  |
| 5                 | Cătălin Dimitrescu    | Romênia          | 133.31 | 8  | 5  |
| 6                 | Anton Karpuk          | Bielorrússia     | 130.58 | 9  | 6  |
| 7                 | Sondre Oddvoll Boe    | Noruega          | 129.43 | 6  | 7  |
| 8                 | John Olof Hallman     | Suécia           | 123.74 | 11 | 9  |
| 9                 | Armen Agaian          | Geórgia          | 122.32 | 13 | 8  |
| 10                | Osman Akgün           | Turquia          | 122.11 | 10 | 10 |
| 11                | Alberto Vanz          | Itália           | 116.91 | 14 | 11 |
| 12                | Manuel Leo Leitner    | Alemanha         | 111.62 | 5  | 14 |
| 13                | Héctor Alonso Serrano | Espanha          | 110.72 | 16 | 12 |
| 14                | Nicola Todeschini     | Suíça            | 103.41 | 12 | 15 |
| 15                | Kamil Peteja          | Polônia          | 102.71 | 15 | 13 |
| 16                | Marco Klepoch         | Eslováquia       | 101.44 | 7  | 19 |
| 17                | Ivo Gatovski          | Bulgária         | 95.45  | 17 | 17 |
| 18                | Martin Krhovják       | República Tcheca | 93.27  | 19 | 16 |
| 19                | Krištof Brezar        | Eslovênia        | 89.67  | 18 | 18 |

### Individual feminino
| Pos.              | Nome                       | Nacionalidade        | Pontos | PC | PL |
| ----------------- | -------------------------- | -------------------- | ------ | -- | -- |
| Medalha de ouro   | Maria Stavitskaia          | Rússia               | 149.14 | 1  | 1  |
| Medalha de prata  | Anais Ventard              | França               | 138.73 | 2  | 2  |
| Medalha de bronze | Maria Katharina Herceg     | Alemanha             | 120.97 | 3  | 3  |
| 4                 | Jana Coufalova             | República Tcheca     | 112.57 | 5  | 5  |
| 5                 | Melisa Sema Atik           | Turquia              | 111.60 | 9  | 4  |
| 6                 | Tanja Melanie Odermatt     | Suíça                | 109.62 | 6  | 7  |
| 7                 | Lyydia Maattanen           | Finlândia            | 108.79 | 11 | 6  |
| 8                 | Louise Jensen              | Suécia               | 107.32 | 7  | 9  |
| 9                 | Giada Russo                | Itália               | 107.01 | 10 | 8  |
| 10                | Agata Kryger               | Polônia              | 105.70 | 4  | 10 |
| 11                | Krystsina Zakharanka       | Bielorrússia         | 100.08 | 8  | 13 |
| 12                | Kristinna Vagtborg Jensen  | Dinamarca            | 98.94  | 12 | 12 |
| 13                | Vasilena Yasimova          | Bulgária             | 97.45  | 13 | 14 |
| 14                | Sophie Almassy             | Áustria              | 95.85  | 14 | 15 |
| 15                | Amani Fancy                | Reino Unido          | 93.55  | 20 | 11 |
| 16                | Bronislava Dobiasova       | Eslováquia           | 90.91  | 16 | 18 |
| 17                | Mariya Gavrylova           | Ucrânia              | 89.58  | 18 | 17 |
| 18                | Ieva Gaile                 | Letônia              | 88.81  | 22 | 16 |
| 19                | Eike Langerbaur            | Estônia              | 88.35  | 15 | 22 |
| 20                | Agnes Dis Brynjarsdottir   | Islândia             | 85.98  | 21 | 20 |
| 21                | Idoia Fuentes Ugartemendia | Espanha              | 85.43  | 23 | 19 |
| 22                | Denisa Sandu               | Romênia              | 84.46  | 17 | 26 |
| 23                | Naja Ferkov                | Eslovênia            | 83.99  | 19 | 23 |
| 24                | Maria Christina Martinez   | Andorra              | 82.15  | 24 | 24 |
| 25                | Valentina Mikac            | Croácia              | 78.92  | 27 | 21 |
| 26                | Beatrice Meilunaite        | Lituânia             | 78.45  | 26 | 25 |
| 27                | Bianka Nikoletta Friesz    | Hungria              | 77.17  | 25 | 27 |
| 28                | Lejla Sehic                | Bósnia e Herzegovina | 42.18  | 28 | 28 |

## Quadro de medalhas
| Ordem | País     | Medalha de ouro | Medalha de prata | Medalha de bronze |   | Ordem por total |
| ----- | -------- | --------------- | ---------------- | ----------------- | - | --------------- |
| 1     | Rússia   | 2               |                  |                   | 2 | 1               |
| 2     | França   |                 | 1                | 1                 | 1 | 1               |
| 3     | Ucrânia  |                 | 1                |                   | 1 | 3               |
| 4     | Alemanha |                 |                  | 1                 | 1 | 3               |
| TOTAL | TOTAL    | 2               | 2                | 2                 | 6 | —               |